# Ignazio Ceffalia
Ignazio Ceffalia (ur. 28 kwietnia 1975 w Palermo) – włoski duchowny katolicki, arcybiskup, nuncjusz apostolski na Białorusi.

## Życiorys
6 sierpnia 2003 otrzymał święcenia kapłańskie i został inkardynowany do eparchii Piana degli Albanesi. Otrzymał przygotowanie do służby dyplomatycznej na Papieskiej Akademii Kościelnej. W 2006 rozpoczął pracę w nuncjaturze apostolskiej w Ekwadorze. Następnie był sekretarzem nuncjatur w Tajlandii (2010–2013) i przy Radzie Europy w Strasburgu (2013–2015). W latach 2015–2020 był pracownikiem Sekretariatu Stanu Stolicy Apostolskiej. Następnie pełnił funkcję radcy nuncjatury w Wenezueli (2020–2025).

### Episkopat
25 marca 2025 papież Franciszek mianował go nuncjuszem apostolskim na Białorusi oraz arcybiskupem tytularnym Fiorentino. Sakry udzielił mu 22 maja 2025 w bazylice św. Piotra na Watykanie Sekretarz Stanu Stolicy Apostolskiej kard. Pietro Parolin.